# Campotosto

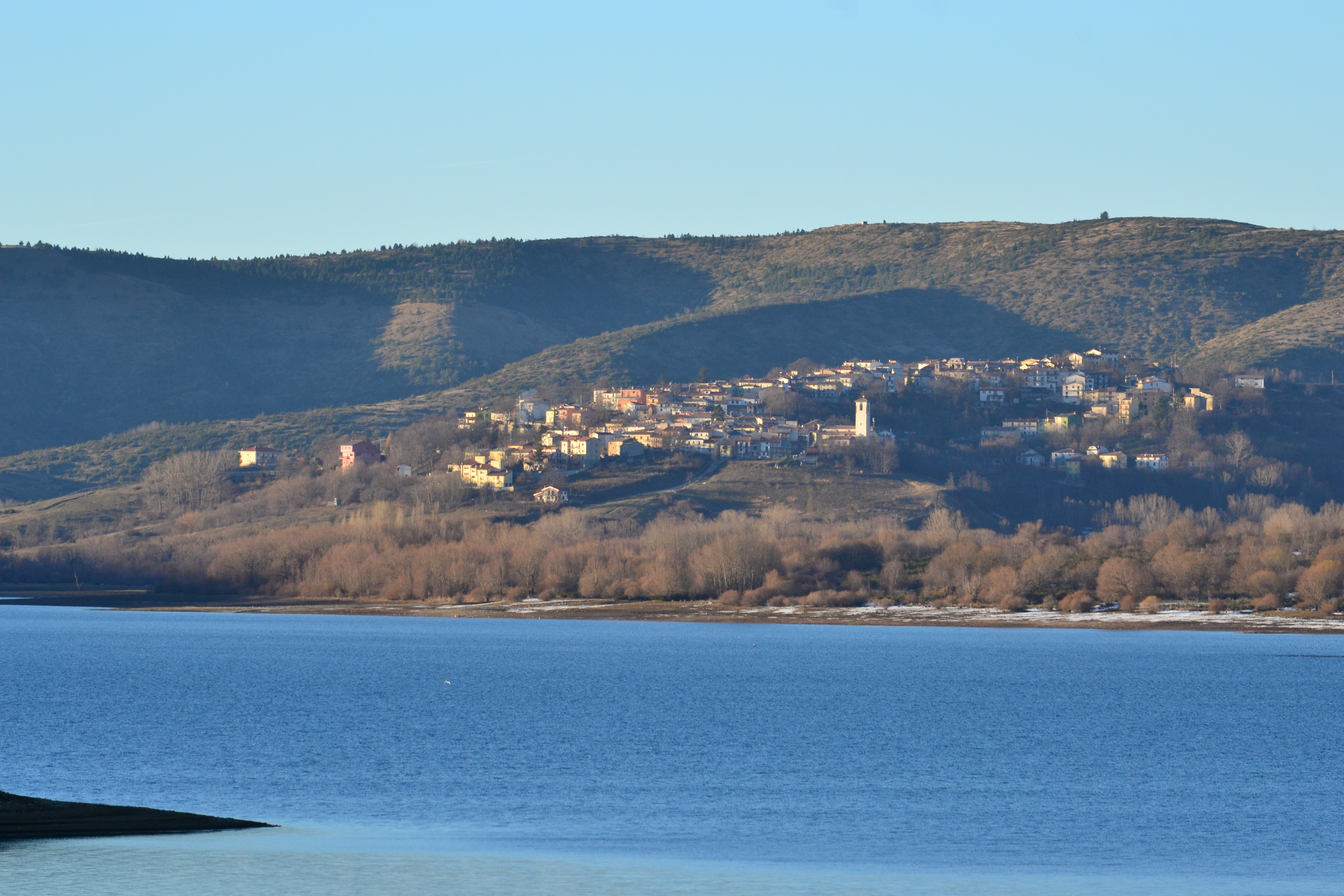
Campotosto am Lago di Campotosto

Campotosto ist eine italienische Gemeinde (comune) in der Provinz L’Aquila in den Abruzzen mit (Stand 31. Dezember 2023) 457 Einwohner. Die Gemeinde liegt etwa 22,5 Kilometer nördlich von L’Aquila im Nationalpark Gran Sasso und Monti della Laga, gehört zur Comunità montana Amiternina und grenzt unmittelbar an die Provinzen Teramo und Rieti (Latium).

## Geschichte
Beim Erdbeben von 2009 wurde die Ortschaft durch Nachbeben erheblich erschüttert.